# Гомер (Міннесота)
Гомер (англ. Homer) — переписна місцевість (CDP) в США, в окрузі Вінона штату Міннесота. Населення — 189 осіб (2020).

## Географія
Гомер розташований за координатами 44°0′26″ пн. ш. 91°33′39″ зх. д. / 44.00722° пн. ш. 91.56083° зх. д. (44.007209, -91.560865).  За даними Бюро перепису населення США в 2010 році переписна місцевість мала площу 3,18 км², з яких 3,07 км² — суходіл та 0,11 км² — водойми.

## Демографія
Згідно з переписом 2010 року, у переписній місцевості мешкала 181 особа в 76 домогосподарствах у складі 63 родин. Густота населення становила 57 осіб/км².  Було 93 помешкання (29/км²).
Расовий склад населення:
| - 97,2 % — білих - 2,2 % — чорних або афроамериканців - 0,6 % — корінних американців |

До двох чи більше рас належало 0,0 %. Частка іспаномовних становила 0,6 % від усіх жителів.
За віковим діапазоном населення розподілялося таким чином: 14,4 % — особи молодші 18 років, 65,2 % — особи у віці 18—64 років, 20,4 % — особи у віці 65 років та старші. Медіана віку мешканця становила 51,2 року. На 100 осіб жіночої статі у переписній місцевості припадало 112,9 чоловіків;  на 100 жінок у віці від 18 років та старших — 103,9 чоловіків також старших 18 років.
Середній дохід на одне домашнє господарство  становив 77 661 долар США (медіана — 64 375), а середній дохід на одну сім'ю — 79 173 долари (медіана — 63 438). Медіана доходів становила 45 833 долари для чоловіків та 32 500 доларів для жінок. За межею бідності перебувало 3,2 % осіб, у тому числі 0,0 % дітей у віці до 18 років та 8,9 % осіб у віці 65 років та старших.
Цивільне працевлаштоване населення становило 70 осіб. Основні галузі зайнятості: виробництво — 34,3 %, оптова торгівля — 11,4 %, науковці, спеціалісти, менеджери — 11,4 %.